# Народный художник Дагестана
Народный художник Республики Дагестан — почётное звание Республики Дагестан. Учреждено законом Республики Дагестан от 2 октября 1995 года № 6 «О государственных наградах Республики Дагестан».

## Основания награждения
Звание присваивается художникам, создавшим выдающиеся произведения живописи, скульптуры, графики, монументального, декоративно-прикладного, театрального, кино- и телеискусства, которые внесли выдающийся вклад в дагестанскую художественную культуру и получили широкое общественное признание.

## Национальный состав
- Аварцы - 12
- Даргинцы - 6
- Русские - 5
- Лакцы - 3
- Лезгины - 3
- Кумыки - 3
- Таты - 1
- Табасаранцы - 1

## Присвоение почётного звания по годам

### Народные художники Дагестанской АССР

#### 1964
- Василий Горчаков[1] (1926—1990)
- Виктор Горьков[2] (1925—1987)
- Мамма Кулиев (1926—2003)
- Юсуф Моллаев (1899—1964)
- Салават Салаватов (1922—2005)

#### 1970
- Хасбулат Аскар-Сарыджа (1900—1983)

#### 1972
- Газалиев, Абдулажид Исаевич (род. в 1922)

#### 1973
- Дмитрий Беспалов (1913—1993)

#### 1976
- Магомедов, Муртузали Гаджиевич (1941—2018)

#### 1978
- Манаба Магомедова (1928—2013)

- Курбанов, Хайруллах Магомедович (род. в 1931)

#### Год присвоения не определён
- Абдурахманов, Абдулла Магомедович (1904—1989)
- Алиханов, Расул Алиханович (1922—2000)
- Гаджибахмуд Магомедов
- Юнусилау, Каир-Магома Магомедович (1944—2002)

### Народный художник Дагестана

#### 2010
- Биньямин Шалумов (род. в 1935)

#### 2011
- Галина Пшеницына (род. в 1940)

#### 2012
- Гимбатов, Гимбат Шапиевич (род. в 1937)

#### 2013
- Кардашов, Арсен Магомедгаджиевич (род. в 1938)

#### 2014
- Алиев, Магомед-Али Раджов-Гаджиевич (род. в 1949)

#### 2015
- Газимагомедов, Гамзат Газимагомедович (род. в 1951)

#### 2016
- Ахалов, Салих Ахалович (род. в 1949)

#### 2017
- Сафронов, Никас Степанович (род. в 1956)
- Супьянов Ибрагим-Халил Камилович (род. в 1951)
- Шахмарданов, Шариф Шахиарданович (род. в 1947)
- Дибиров, Магомед Маммаевич (род. в 1972)[3]
- Магомедалиев, Султанахмед Магомедович (род. в 1952)

#### 2018
- Камбулатов, Мухтар Магомедович (род. в 1966)
- Магомедов, Али Алиевич (скульптор) (род. в 1953)
- Ханмагомедов, Юсуп Маммаевич (род. в 1967)

#### 2019
- Магомедов, Магомед Пираевич (род. в 1960)
- Асадулаев, Хизри Газиевич (род. в 1956)
- Магомедов, Амирхан Нурмагомедович (род. в 1964)

#### 2020
- Багаева, Алипат Курбаналиевна (род. в 1956)

#### 2021
- Магомедов, Апанди Абдурахманович